# Teenage Mutant Ninja Turtles 3: Mutant Nightmare
Teenage Mutant Ninja Turtles 3: Mutant Nightmare is een videospel gepubliceerd door Konami voor de PlayStation 2, Nintendo GameCube, Xbox, en Nintendo DS. Het spel is gebaseerd op de tweede animatieserie van de Teenage Mutant Ninja Turtles.
Het is het eerste TMNT spel dat als leeftijdsgrens 10+ kreeg. Hoewel de animatieserie reeds met het vierde seizoen bezig was toen het spel uitkwam, was het spel gebaseerd op het derde seizoen.

## Speelwijze

### Features
- Mogelijkheid om met 4 spelers tegelijkt e spelen.
- Clips van het derde seizoen van de tweede animatieserie.
- Verzamelen van nina boekrollen om de Turtles upgrades en andere combo aanvallen te geven.
- Mogelijkheid om op hoverboards te rijden, met hanggliders te vliegen en andere wapens te gebruiken.
- Bevat als bonus het oude spel Teenage Mutant Ninja Turtles: Turtles in Time dat kan worden ontsloten door de eerste episode uit te spelen.

### Levels (episodes)
- Episode 1 is gebaseerd op de Triceraton Invasie te zien aan het begin van seizoen 3. De voornaamste vijanden zijn Commander Mozar en Prime Leader Zanramon.
- Episode 2 is gebaseerd op de aflevering “Bishop's Gambit”. De hoofdvijanden zijn Agent Bishop en zijn creatie Slayer.
- Episode 3 is gebaseerd op de gevechten met Shredder en de Foot Clan in seizoen 3. Vijanden zijn Shredder, Hun, Karai, Dr. Baxter Stockman, Dr. Chaplin en de Foot.
- Nightmare (Episode 4) is gebaseerd op de afleveringen “Reality Check”, “Across the Universe”, “Same As It Never Was”, en “The Real World”. De hoofdvijand is Ultimate Drako, de fusie van Drako en Ultimate Ninja.

### Turtles in Time
Nadat de eerste episode is uitgespeeld wordt het spel Teenage Mutant Ninja Turtles: Turtles in Time beschikbaar. Dit spel is gebaseerd op het klassieke spel, maar met een paar veranderingen. Zo is dit spel nu ook met vier personen te spelen en bevat nieuwe stemmen (ingesproken door de stemacteurs van de tweede animatieserie).

### Gezondheidsitems
- Sportdrank – geneest 25% gezondheid
- Energiereep – geneest 50% gezondheid
- Pizza – geneest volledige gezondheid.
- Chimaki – bult ougi gauge opnieuw aan.
- Temaki Sushi - volledige genezing en volle ougi bar

### Wapens en vechtitems
- Shuriken
- Strong – verhoogt tijdelijk een Turtles’ aanvalskracht.
- Tough – verhoogt tijdelijk een Turtles’ verdediging.
- Sniper – tijdelijk onbeperkte Shuriken.
- Goldenshield – tijdelijk onkwetsbaarheid.
- Doppelganger – brengt een Turtle wiens energiemeter leeg is meteen weer tot leven.
- Gembu – Gemu aanval die kan worden uitgevoerd als de Ougi gauge meter vol is.
- Ninja Scroll – verschillende effecten afhankelijk van de boekrol.